# Arena Legionowo
Arena Legionowo w Legionowie została oddana do użytku 4 września 2010 r. Może pełnić funkcje sportowe, wystawowe i koncertowe. Jest to czwarta pod względem wielkości, po Hali Torwar w Warszawie, hali sportowej w Pruszkowie (3000 miejsc), a także po Arenie Ursynów (2000 miejsc), hala sportowa w aglomeracji warszawskiej. Najbliższe, większe obiekty tego typu znajdują się w Płocku (104 km), Łodzi (161 km), Lublinie (187 km), Olsztynie (194 km). W latach 2018–2021 sponsorem tytularnym obiektu była firma kurierska Dynamic Parcel Distribution, zaś w latach 2021-2022 była nim firma IŁ Capital.

## Najważniejsze informacje
- liczba miejsc siedzących: 1988
- wymiary boiska: 45x28, wysokość hali 12,7 m.

Arena jest usytuowana u zbiegu ulic Jana III Sobieskiego i Bolesława Chrobrego na terenie działki Stadionu Miejskiego (ul. Chrobrego 50b). Jest to budynek o powierzchni użytkowej 6116 m² i kubaturze 49291 m³, w konstrukcji stalowo-żelbetowej, w formie dwóch przenikających się brył. Głównym projektantem i autorem projektu był architekt Radek Guzowski. Generalnym wykonawcą areny było konsorcjum firm: Mostostal Warszawa S.A. i Mostostal Puławy S.A, a jej otwarcie miało miejsce we wrześniu 2010 r.
W Arenie Legionowo, mogą odbywać się zawody na szczeblu ogólnopolskim i międzynarodowym. Na co dzień obiekt jest użytkowany przez legionowskie kluby sportowe. Przewiduje się udostępnianie hali dla klubów sportowych z innych miast, polskich związków sportowych, na organizacje rozgrywek, treningów i zgrupowań. Mecze w Arenie mogą rozgrywać zespoły siatkówki, koszykówki, piłki ręcznej, piłki halowej. Mogą się tam odbywać również wystawy, koncerty itp.
Obiekt posiada w ofercie:
- Fitness Club,
- siłownia,
- ścianka wspinaczkowa,
- sala konferencyjna,
- wypożyczalnia rowerów.

## Cykliczne wydarzenia sportowe i widowiska
- Mecze IŁ Capital Legionovia Legionowo (siatkówka kobiet)
- Mecze KS LEGION Legionowo (koszykówka mężczyzn)
- Mecze KPR Legionowo (piłka ręczna mężczyzn)
- Koncerty, wystawy, imprezy sportowe itp.